# Planta de energía nuclear Virgil C. Summer (Summer)
La planta de energía nuclear Virgil C. Summer ocupa un emplazamiento cerca de Jenkinsville, Carolina del Sur en el Condado de Fairfield, Carolina del Sur. El emplazamiento incluye la unidad experimental desinstalada CVTR. El embalse de Monticello proporciona agua para refrigeración y alimenta un unidad de almacenaje bombeada.
Esta planta tiene un reactor de agua presurizada Westinghouse.
En 2001, la unidad de Summer funcionó a un 79,9 % de su capacidad, produciendo 6,76 millardos de kilovatios hora de electricidad.
Alrededor de los dos tercios (66,7 %) de la planta Summer es propiedad de la South Carolina Electric & Gas Company, que se encarga de su funcionamiento. El restante 33,3% es propiedad de la South Carolina Public Service Authority. 